# Inkey-kastély (Iharosberény)
Az Inkey-kastély Iharosberényben, Somogy vármegyében található.
Iharosberényben 1726-ban telepedett le az Inkey család, kastélyukat 1750-ben, Inkey Gáspár, császári tábornagy építette és ekkor kezdődött meg a kastélypark kialakítása is. Ez volt az Inkey család iharosberényi ágának lakóhelye és uradalmi központja 1945-ig. A kastélynak államosításkor már 5000 kötetes könyvtára, családi levéltára volt, berendezése Biedermeier bútorokból állt. Értékei között voltak Deák Ferenc faragványai, Eötvös József karosszéke, sok Alt-Wien porcelán, több értékes festmény és családi képek.
A parkban dór oszlopokon nyugvó csodálatos télikert is épült, melynek nyomai még napjainkban is fellelhetők. 1780-ban Mária Terézia udvartartásának tagjai jártak a kastélyban és kritikával illették az épület homlokzatának, tiszta barokk-stílustól eltérő vonásait. Inkeyék az épületet azonnal átépítették. 
Az épületben a háború alatt katonakórház működött, 1950-ben általános iskolát alapítottak falai között, amely ma is itt működik. A SOMOGYTERV tervei szerint 1970-ben átalakították, (vízellátás, csatornázás, konyha, pince külső bejáratának megszüntetése, elektromos vezetékek szabványosítása), majd 1978-ban az Országos Műemlékvédelmi Felügyelőség tervei szerint talajnedvesség ellen injektálásos módszerrel alászigetelték. 1980-ban központi fűtéssel váltották ki az egyedi kályhás fűtést, a pincében alakítva ki a kazánházat. 2001-ben állami támogatással átfogó konyhai korszerűsítést végeztek el az intézményfenntartó önkormányzatok, amelyet 2003-ban a fűtési rendszer gázüzemű korszerűsítése követett.

## A kastélypark
A parkot Metzl Kamill urasági erdőgondnok telepítette. A park napjainkban iskolakert, egyben megyeileg védett természetvédelmi terület. A park csodálatos méretű fái lenyűgöző látványt nyújtanak. Különlegességei miatt kedvelt hely a botanikusok számára. Faállományában ritka méretes egyedek: az 510 cm átmérőjű himalájai cédrus, valamint a három matuzsálem korú mamutfenyő, melyek 670, 600 és 480 cm-es törzsűek. Ezen kívül méretes páfrányfenyő, simafenyő és erdeifenyő található. A lombos fafajok közül a vadgesztenye, a tulipánfa, a vasfa, a juharok és a magyalok érdemelnek külön is említést.

## Képek

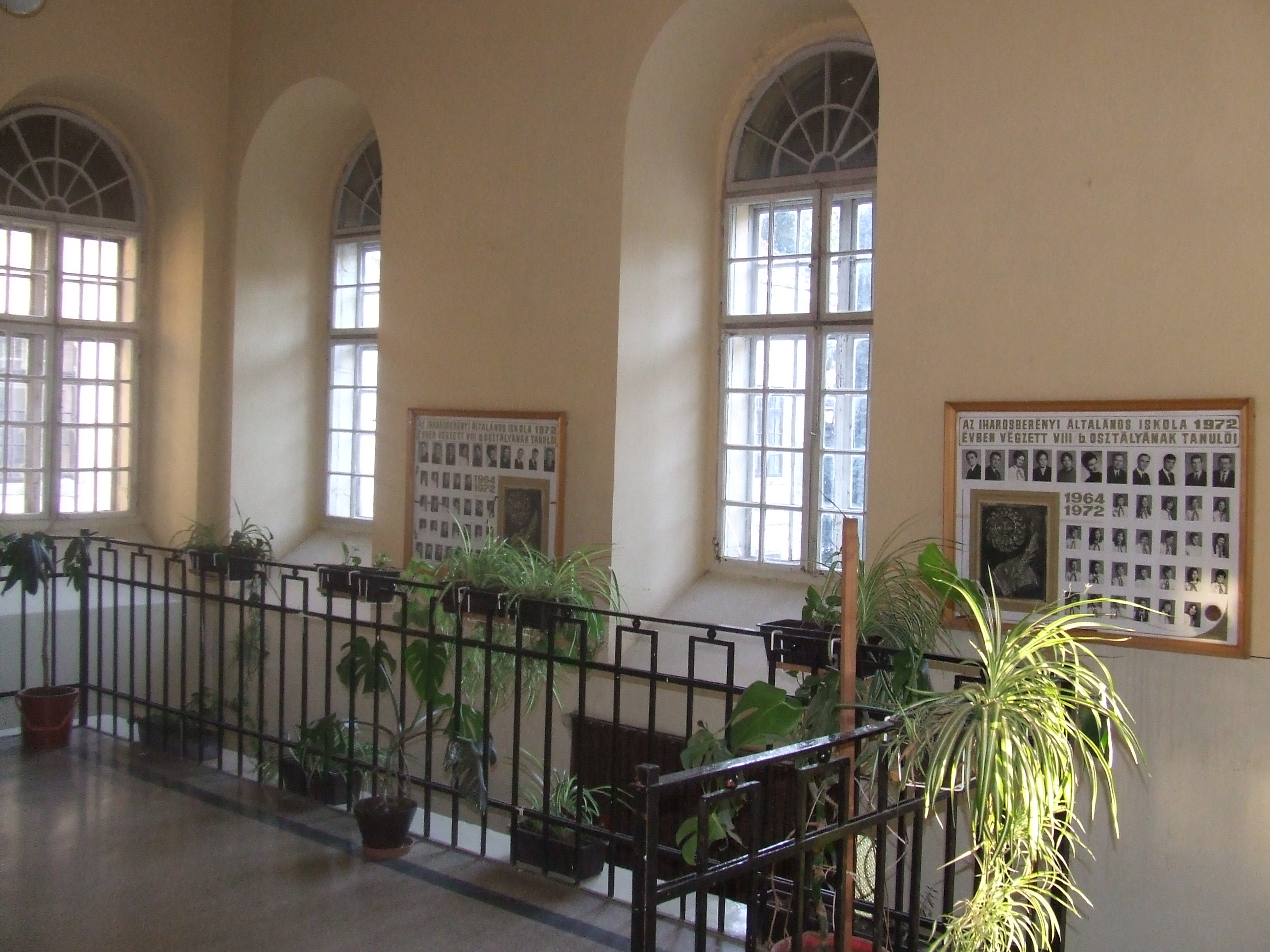
A kastély belseje
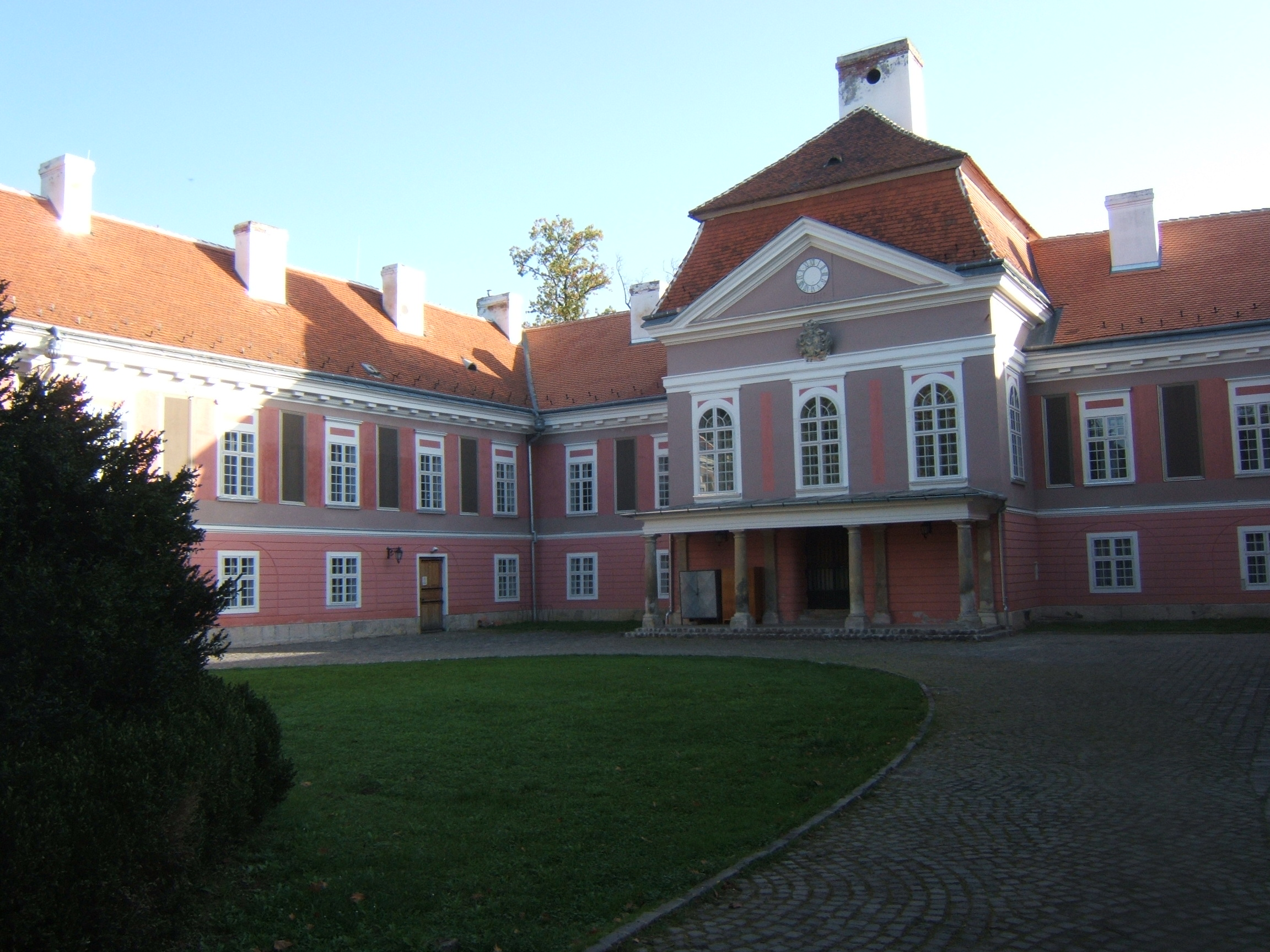
A felújított kastély nyugati homlokzata
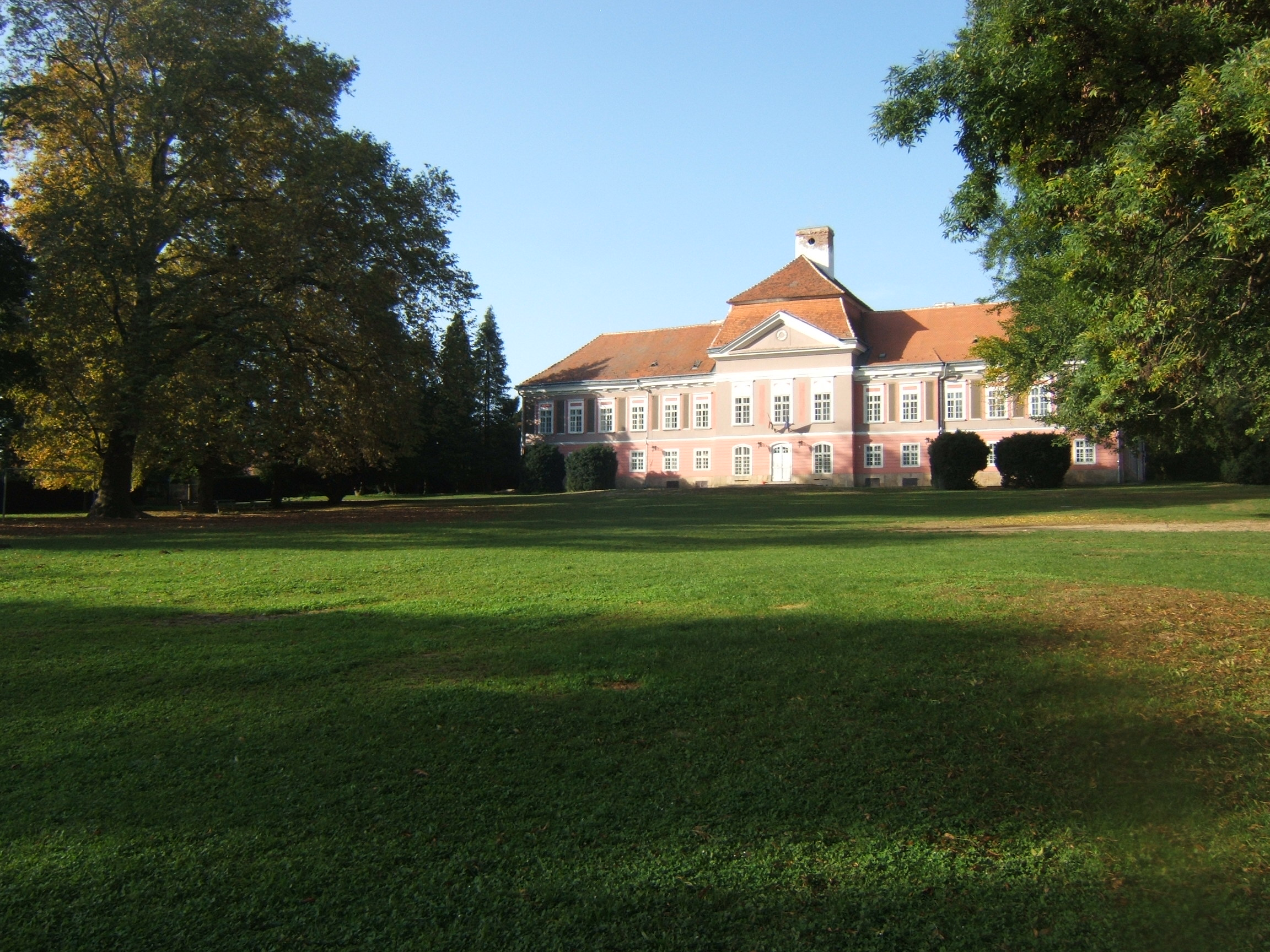
A felújított kastély a park felől nézve
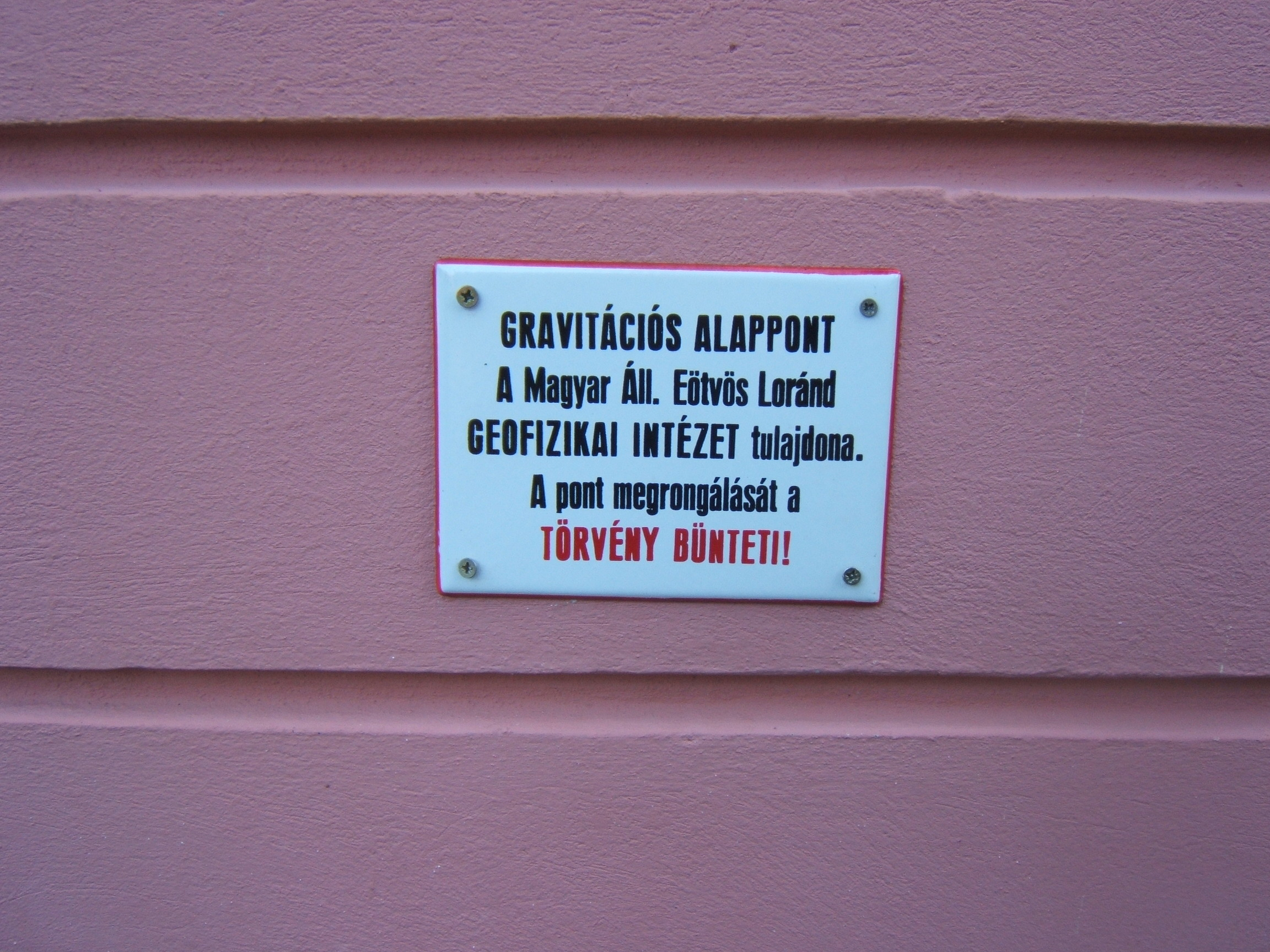
Gravitációs alappontot jelölő tábla az épület falán